# Hincovce
Hincovce es un municipio del distrito de Spišská Nová Ves en la región de Košice, Eslovaquia, con una población estimada a final del año 2024 de 266 habitantes.
Se encuentra ubicado al noroeste de la región, en la sierra del Alto Tatra y la cuenca hidrográfica del río Hernád, y cerca de la frontera con la región de Prešov.

## Demografía
| Año        | 1994 | 2004    | 2014    | 2024     |
| ---------- | ---- | ------- | ------- | -------- |
| Población  | 207  | 207     | 223     | 266      |
| Diferencia |      | +1,42 % | +7,72 % | +19,28 % |

| Año        | 2023 | 2024    |
| ---------- | ---- | ------- |
| Población  | 267  | 266     |
| Diferencia |      | −0,37 % |